# Vuelo 980 de Antillean Airlines
El vuelo 980 de ALM Antillean Airlines fue un vuelo programado desde el Aeropuerto Internacional John F. Kennedy en la ciudad de Nueva York al Aeropuerto Internacional Princesa Juliana en Sint Maarten, Antillas Neerlandesas, el 2 de mayo de 1970. Después de varios intentos fallidos de aterrizaje, el combustible del avión se agotó e hizo un amerizaje en el Mar Caribe a 48 km de Saint Croix (Islas Vírgenes de los Estados Unidos), con 23 víctimas mortales y 40 sobrevivientes. El accidente es uno de pocos amerizajes controlados de aviones de pasajeros. 

## Aeronave y tripulación
El avión era un bimotor McDonnell Douglas DC-9-33CF operado en nombre de ALM Antillean Airlines por Overseas National Airways (ONA), con un avión de ONA y una tripulación de vuelo, y una tripulación de cabina de ALM. Se registró en los Estados Unidos con el número de cola de la FAA N935F. El vuelo llevó a 57 pasajeros y seis tripulantes. La tripulación de vuelo estaba formada por el capitán Balsey DeWitt (37), el primer oficial Harry Evans II (25) y el navegante Hugh Hart (35). La tripulación de cabina estaba formada por el perseguidor Wilford Spencer y los auxiliares de vuelo Tobias "Tito" Cordeiro y Margaret Abraham.

## Vuelo y amerizaje
El vuelo 980 hizo una salida normal del Aeropuerto Internacional John F. Kennedy y tuvo un vuelo sin incidentes al Caribe. Después de que el vuelo recibió la autorización de descenso a 10,000 pies (3,000 m), el control de tráfico aéreo regional (ATC) informó que el clima en  Maarten estaba por debajo del mínimo de aterrizaje. El capitán decidió desviarse a  San Juan, pero poco después de eso, la torre de St. Maarten les informó que el clima había mejorado lo suficiente para el aterrizaje. El vuelo hizo un acercamiento inicial a St. Maarten, pero no pudo ver la pista a tiempo para alinearse para aterrizar, y anunció una aproximación frustrada. 
El vuelo 980 hizo un segundo intento de aterrizaje, pero tampoco tuvo éxito debido a la alineación con la pista. Después de romper ese enfoque, la tripulación hizo un tercer intento, pero el avión estaba demasiado alto para aterrizar de forma segura. Después de evaluar el clima y la situación del combustible, la tripulación eligió desviarse a St. Croix y recibió un vector y autorización. En este punto, la tripulación notó una posible discrepancia entre los medidores de combustible y lo que se había calculado como la cantidad de combustible restante. El capitán informó a ATC de su intención de abandonar el avión y comenzó a acercarse por encima del agua. El vuelo 980 amerizó en el mar Caribe a las 3:49 PM hora local.
Aunque los pilotos mostraron las señales del cinturón de seguridad justo antes del abandono, el entendimiento en la cabina era insuficiente para que el avión estuviera a punto de aterrizar. En consecuencia, un número desconocido de pasajeros y tripulantes estaban de pie o se les desataron los cinturones de seguridad cuando el avión golpeó el agua. 
El avión permaneció relativamente intacto después del aterrizaje en el agua, pero se hundió después del accidente en aproximadamente 5,000 pies (1,500 m) de agua, y nunca se recuperó. El accidente causó 23 muertes y lesiones a 37 de los 40 sobrevivientes. Ambos pilotos sobrevivieron. La recuperación de los sobrevivientes en helicóptero comenzó aproximadamente 1 1/2 horas después del abandono, y el último sobreviviente, el primer oficial, fue recogido aproximadamente 1 hora después.
Los esfuerzos de rescate incluyeron unidades de la Guardia Costera de los EE. UU., La Armada de los EE. UU. Y el Cuerpo de Marines de los EE. UU., Y un número de sobrevivientes fueron rescatados en helicóptero. 

## Investigación y secuelas
El accidente fue investigado por la Junta Nacional de Seguridad del Transporte de los Estados Unidos (NTSB). El informe concluyó que la causa del accidente fue una mala gestión del combustible, complicada por la falta de atención y distracción de la tripulación causada por la situación del clima y múltiples desviaciones. Algunos problemas específicos citados incluyen el cálculo incorrecto de la tasa de consumo de combustible, la mala lectura de los medidores de combustible y el cálculo incorrecto de la cantidad de combustible que se espera que permanezca en el momento del aterrizaje. El informe de la NTSB declaró: "La Junta determina que la causa probable de este accidente fue el agotamiento del combustible como resultado de los intentos continuos e infructuosos de aterrizar en St. Maarten hasta que no quedara suficiente combustible para llegar a un aeropuerto alternativo.
La NTSB también concluyó que las posibilidades de supervivencia en el accidente se vieron empeoradas por una mala coordinación entre la tripulación antes y durante el abandono. 
Las recomendaciones en el informe incluían agregar "advertir a los pasajeros" a la lista de verificación de procedimientos para aterrizajes y amerizaje de emergencia, lo que requiere que los vuelos no se despachen sin un sistema de megafonía público, y la eliminación de un tipo más antiguo de cinturón de seguridad en uso a favor de Diseños más modernos. 